# Hermès
Hermès, «Эрме́с» — французский дом моды, основанный в 1837 году как мастерская по изготовлению экипировки для экипажей и верховой езды. Продолжая специализироваться на изготовлении кожаных изделий, Hermès постепенно изменил ассортимент, начав выпускать парфюмерию, готовую одежду и различные аксессуары. Примерно с 1950-х годов логотипом компании является изображение запряжённого экипажа.

## История

### Начало в XIX веке

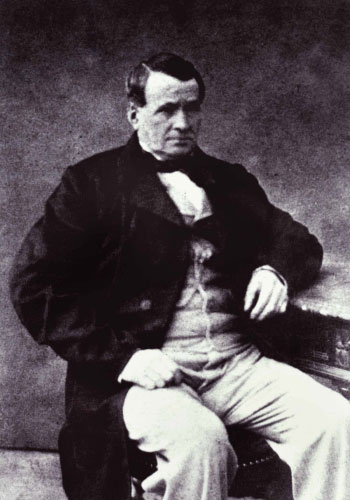
Тьерри Эрмес, основатель Hermès.

Семейство протестантов Эрмес, родом из Крефельда, осело во Франции в 1828 году.
В 1837 году Тьерри Эрмеc (1801—1878) основывает шорную мастерскую Hermès в районе Больших Бульваров в Париже, где изготавливал конскую упряжь исключительно для представителей аристократических кругов. В 1855 году на Всемирной выставке в Париже Тьерри Эрмеc получает призовое место в своём классе, а в 1867 году на аналогичной выставке получает медаль первого класса.
В 1880 году сын Тьерри, Шарль-Эмиль (фр. Charles-Émile Hermès, 1835—1919) берёт управление отцовским бизнесом на себя и переводит магазин на улицу Фобур Сент-Оноре, 24, где он находится и поныне. Новый руководитель расширил ассортимент шорных изделий, добавив к нему седельное снаряжение, и начал продавать изделия уже не только аристократии, но и всем желающим. Сыновья Шарля-Эмиля Эрмеса — Адольф и Эмиль-Морис — тоже участвуют в семейном бизнесе, компания обслуживает элиту Европы, Северной Африки, России, Азии, Северной и Южной Америки. В 1900 году специально для наездников фирма разработала сумку Haut à Courroies, предназначенную для ношения седла.

### XX век
В 1951 году компанию возглавил Робер Дюма. Именно во время его руководства был разработан логотип бренда, также выбран оранжевый цвет в качестве фирменного.
Дюма разработал оригинальные сумки, ювелирные изделия и аксессуары, но особенный интерес для него представляли шёлковые шарфы. По иронии судьбы, в середине XX века производство шарфов сократилось. В 1956 году журнал Life опубликовал фотографию Грейс Келли, принцессы Монако, которая несла сумку Sac à dépêches. Вероятно, она держала её перед собой, чтобы скрыть свою беременность. Таким образом, публика начала называть эту сумку «Келли», в итоге Дюма оставил это название, что сделало сумку чрезвычайно популярной.
Парфюмерный бизнес стал новым направлением деятельности в 1961 году, одновременно с появлением аромата Calèche, названного в честь четырёхколесной кареты с капюшоном, известной с XVIII века, а также логотипа компании с 1950-х годов (в 2004 году Жан-Клод Эллен стал штатным парфюмером и создал несколько успешных ароматов, в том числе линию ароматов Hermessence).
Несмотря на очевидный успех компании в 1970-х годах, о чём свидетельствуют многочисленные магазины, открытые по всему миру, Hermès находился в упадке по сравнению с конкурентами. Некоторые отраслевые обозреватели связывают это с тем, что компания Hermès настаивала на исключительном использовании природных материалов для своей продукции, в отличие от других компаний, которые использовали искусственные материалы. Возобновившийся успех ароматов Hermès на рынке, вероятно, был обусловлен вновь возникшему интересу к натуральным материалам, а не к искусственным. Этот момент, несомненно, способствовал восстановлению аромата Hermès в качестве крупного конкурента на рынке парфюмерии.
Жан-Луи Дюма, сын Робера Дюма, стал председателем совета директоров в 1978 году, фирма сосредоточилась на шёлковых и кожаных изделиях и одежде. В отличие от своего отца, Жан-Луи был связан с семьей Эрмес по материнской линии. Много путешествуя и женившись на Рене Грефориадес, он вступил в программу обучения Bloomingdale. Вступив в фирму в 1964 году, он сыграл важную роль в преодолении её кризиса.
Дюма привлек дизайнеров, Эрика Бержера и Бернарда Санса, чтобы обновить коллекцию одежды. Теперь бренд включал в себя мотоциклетные куртки из питона и джинсы из страусиной кожи. Годовой объём продаж в 1978 году при Жане-Луи оценивался в 50 миллионов долларов. К 1990 году годовой объём продаж составил 460 миллионов долларов США, главным образом благодаря стратегии Дюма. В 1979 году он запустил рекламную кампанию с изображением модели в джинсовой одежде и шарфе от Hermès. Цель состояла в том, чтобы представить бренд Hermès новому поколению потребителей. Как заметил один из обозревателей моды: «Многое из того, что носит все ещё сдержанный ярлык Hermès, превратилось из объекта ностальгии старого поколения в предмет мечтаний нового.». Однако смена имиджа компании Дюма вызвала возмущение как внутри фирмы, так и за её пределами.
Кроме того, в 1970-х годах в Биле, Швейцария, была основана часовая дочерняя компания La Montre Hermès. Затем, в течение 1980-х годов, Дюма усилил влияние компании на своих поставщиков, что привело к тому, что Hermès приобрела большие доли в известных французских производителях стеклянных и серебряных изделий, таких, как Puiforcat, St.Louis и Périgord.

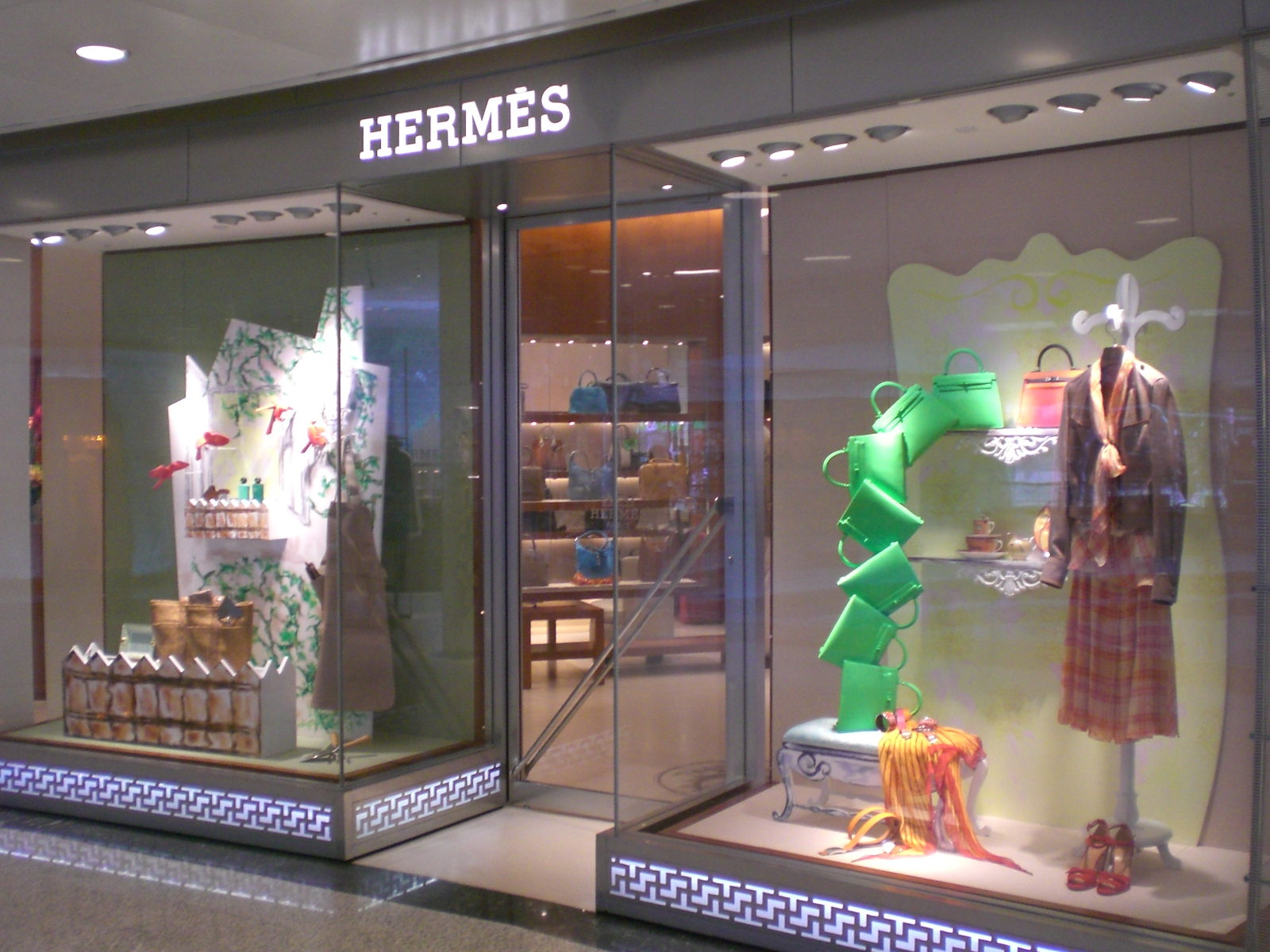
Бутик Hermes в Гонконге.

С 1980-х годов посуда стала сильным сегментом фирмы, и, в целом, ассортимент продукции Hermès расширился в 1990 году, включив более 30 000 наименований. Новые материалы, использованные в коллекции, включали фарфор и хрусталь.
Компания Hermès перенесла свои мастерские и дизайнерские студии в Пантен, недалеко от Парижа. В июне 1993 года компания стала публичной на парижской фондовой бирже. В то время продажа акций вызвала большой ажиотаж: 425 000 акций, размещенных по цене 300 франков (55 долларов США в то время), были переподписаны в 34 раза. Дюма заявил журналу Forbes, что продажа акций поможет уменьшить конфликт в семье, позволив некоторым членам ликвидировать свои активы, не «ссорясь из-за оценки акций между собой.»
К этому времени семья Эрмес сохраняла 80 % акций, внеся Жана-Луи Дюма и всю семью в список миллиардеров Forbes. Мими Томпкинс из U. S. News & World Report назвала компанию «одной из лучших хорошо охраняемых драгоценностей Парижа».
В последующие годы Дюма сократил число франшиз Hermès с 250 до 200 и увеличил число принадлежащих компании магазинов с 60 до 100, чтобы лучше контролировать продажи своей продукции. Этот план должен был обойтись примерно в 200 млн франков в краткосрочной перспективе, но увеличить прибыль в долгосрочной перспективе. Имея около 500 млн франков для инвестиций, Hermès сделал ставку на развитие в Китае, первый магазин открылся в Пекине в 1997 году.
В 1997 году Жан-Луи нанял бельгийского дизайнера Мартена Маржелу для создания коллекций женской одежды. К концу 1990-х годов компания Hermès продолжала активно сокращать число франчайзинговых магазинов, скупая их и открывая все больше бутиков, управляемых компанией. Индустрия моды была застигнута врасплох в сентябре 1999 года, когда Жан-Луи решил заплатить 150 млн франков за 35 % акций модного дома Жана-Поля Готье.

### XXI век
В 2003 году Маржела покинул Hermès, а Жан-Поль Готье дебютировал в качестве главного дизайнера на показе осень-зима 2004-05 годов.
В январе 2006 года, после 28 лет работы главой фирмы Жан-Луи Дюма ушел в отставку и умер в 2010 году после продолжительной болезни. Патрик Тома, который присоединился к компании в 1989 году и работал с Жан-Луи в качестве согенерального директора с 2005 года, заменил его. Тома стал первым, кто возглавил компанию, не являясь членом семьи Эрмес.
В феврале 2015 года компания Hermès объявила об увеличении своего оборота на 9,7 %, что составляет более 4 млрд евро продаж. Этот рост стал заметен и на международном уровне. В Азии, за исключением Японии, где оборот вырос на 7 %, в Америке — на 10 %, в Европе — на 7 % и обеспечил хорошие показатели в магазинах группы.
В марте 2018 года компания Hermès открыла свой самый большой многоэтажный магазин на Ближнем Востоке в торговом центре Dubai Mall.
В 2019 году бренд Hermès занял 33-е место в списке Forbes «Самые дорогие бренды мира».
В марте 2022 года все 4 магазина Hermès в России были закрыты из-за вторжения в Украину.

## Собственники и руководство
Акции компании в июне 1993 года были размещены на второй площадке Парижской фондовой биржи, с 2005 года котируются на основной площадке биржи Euronext Paris. С 2018 года акции входят в индекс CAC 40, а с 2021 года — также в индекс EURO STOXX 50.
Контрольный пакет акций Hermès International принадлежит семье Эрмес (66,7 % через компанию Émile Hermès SAS), значительными пакетами акций владеют Николя Пуэш (4,91 %) и Бернар Арно (1,87 %).
- Эрик де Сен (Éric de Seynes, род. 9 июня 1960 года) — председатель наблюдательного совета с 2011 года, также глава европейского филиала Yamaha Motor Company и вице-председатель Европейской ассоциации производителей мотоциклов (ACEM).
- Анри-Луи Бауэр (Henri-Louis Bauer) — сопредседатель правления, представитель Émile Hermès SAS с 2006 года[15].
- Аксель Дюма (Axel Dumas, род. 3 июля 1970 года) — сопредседатель правления с 2013 года, в Hermès с 2003 года, до этого работал в BNP Paribas.

## Дизайнеры
На протяжении всей истории дизайнерами компании были Лола Прусак, Жак Дилэй, Катрин де Кароли, Николь де Весьян, Эрик Берже, Клод Бруйе, Тэн Гьюдичелли, Марк Одибэ, Mariot Chane, Мартен Маржела, Жан-Поль Готье, Кристоф Лемэр, Вероника Никаниан (дизайнер мужской одежды с 1988 года) и Надежда Ванье-Цибульски (с 2014 года сменившая Лемера).

## Деятельность
Розничная сеть компании по состоянию на 2022 год насчитывала 300 магазинов в 45 странах, из них 133 магазина в Азиатско-Тихоокеанском регионе, 101 в Европе, 57 в Америке и 9 на Ближнем Востоке; 222 магазина были собственные, остальные — франчайзинговые. Наибольшее число торговых точек в США (39), КНР (31), Франции (28), Южной Корее (19), Италии (13), Германии (11), Швейцарии (10), Тайване (9), Великобритании (8), Гонконге (7), Сингапуре (6), Мексике (6), Австралии (6), Канаде (5) и Таиланде (5). В России у компании было три магазина в Москве, которые она закрыла в 2022 году.
Производственные мощности: 54 предприятия во Франции, 6 — в Австралии, 2 — в США, 2 — в Швейцарии, 2 — в Италии, по одному — в Португалии и Великобритании; на производстве работает 7 тысяч мастеров, 76 % из них находятся во Франции.
Выручка за 2022 год составила 11,6 млрд евро, её распределение по регионам: Азиатско-Тихоокеанский регион — 48 %, Япония — 10 %, Америка — 18 %, Франция — 9 %, остальная Европа — 13 %, другие регионы — 2 %. Основные категории продукции: изделия из кожи (сумки, конская упряжь, экипировка для верховой езды) — 43 % выручки; готовая одежда, обувь и галантерея — 27 %; ювелирные изделия, мебель и столовые приборы — 12 %; изделия из шёлка и текстиля (шарфы и галстуки) — 7 %; парфюмерия и косметика — 4 %; часы — 4 %; другие товары (изделия из хрусталя Saint‑Louis, изделия из серебра Puiforcat, обувь John Lobb и др.) — 3 %.

## Товары и продукты
Известный своими предметами роскоши, к 2008 году Hermès имел 14 направлений, которые включали кожу, шарфы, галстуки, мужскую и женскую одежду, парфюмерию, часы, канцелярские товары, обувь, перчатки, декоративное искусство, посуду и ювелирные изделия.
Продажи Hermès составляют около 30 % кожаных изделий, 15 % одежды, 12 % шарфов и 43 % других товаров. Компания не лицензирует продукцию и держит жесткий контроль над дизайном и изготовлением.
Бренд очень привязан к своей традиционной бизнес-модели и отвергает массовое производство. Продукция Hermès почти полностью производится во Франции вручную в собственных мастерских, известных как Les Ateliers Hermès.
В 2012 году торговые точки Hermès изменили свою политику в отношении возврата и обмена товаров. Покупатели могут обменять товар только в течение десяти дней с момента покупки и только на другой вариант цвета. Никакие другие обмены после покупки не допускаются, а возврат денег невозможен даже при наличии у покупателя квитанции.
Производство шарфов началось в 1937 году. Первый шарф был с изображением женщин в белых париках, изготовлен на заказ как аксессуар под названием «Jeu des Omnibus et Dames Blanches.». Hermès контролировала все этапы производства своих шарфов, покупая необработанный китайский шёлк и делая из него ткань вдвое более прочную и тяжелую, чем большинство шарфов в то время.
Современные шарфы Hermès имеют размеры 90 × 90 см, весят 65 грамм и изготовлены из шёлка. Мотивы очень разнообразны, выпускаются две коллекции шёлковых шарфов в год, а также некоторые переиздания старых дизайнов в ограниченных тиражах из смеси кашемира и шёлка. С 1937 года компания Hermès выпустила более 2000 уникальных дизайнов, особенно известен и популярен мотив лошади. Вездесущая версия «Brides de Gala», появившаяся в 1957 году, была выпущена более 70 000 раз. Шарф Hermès продается примерно каждые 25 секунд, к концу 1970-х годов во всем мире было продано более 1,1 миллиона шарфов.
Шарфы от Hermès носили такие знаменитости, как:
- Королева Елизавета II с сестрой принцессой Маргарет и Хелен Миррен, играющая её в фильме «Королева», 2006.
- Принцесса Грейс Келли на обложке журнала Life 1956 года выпуска (и в том же году шарф был использован ею в качестве перевязи для сломанной руки).
- Жаклин Кеннеди надевала его на голову и обвязывала вокруг шеи.
- Актриса Одри Хепберн на обложке журнала Life 1956 года и в фильме «Шарада» 1963 года.
- Актриса Шэрон Стоун в фильме «Основной инстинкт», 1992 год.
- Актриса Кэмерон Диас в фильме «Свадьба лучшего друга», 1997 год.
- Актриса Энн Хэтэуэй в фильме «Дневники принцессы», 2001 год.

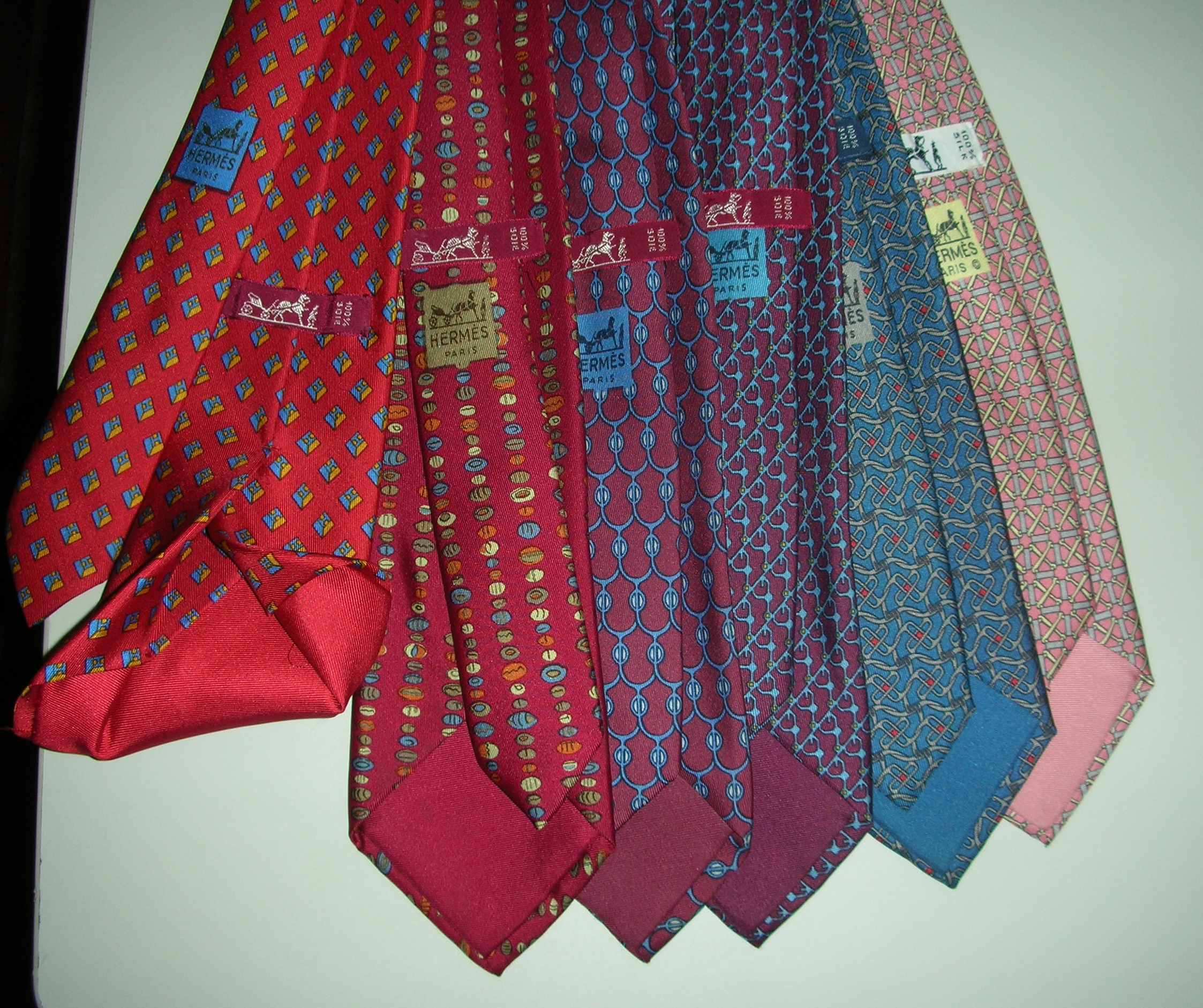
Шелковые галстуки от Hermès

В 1946 году бренд представил широкий ассортимент мужских шёлковых галстуков с различными мотивами и шириной. На долю галстуков приходится 10 % годового объёма продаж компании.
На протяжении многих лет компания Hermès сотрудничает с племенами туарегов в производстве серебряных украшений. Традиционные мотивы сахарских кочевников часто находят отражение в различных изделиях Hermès, включая шарфы.

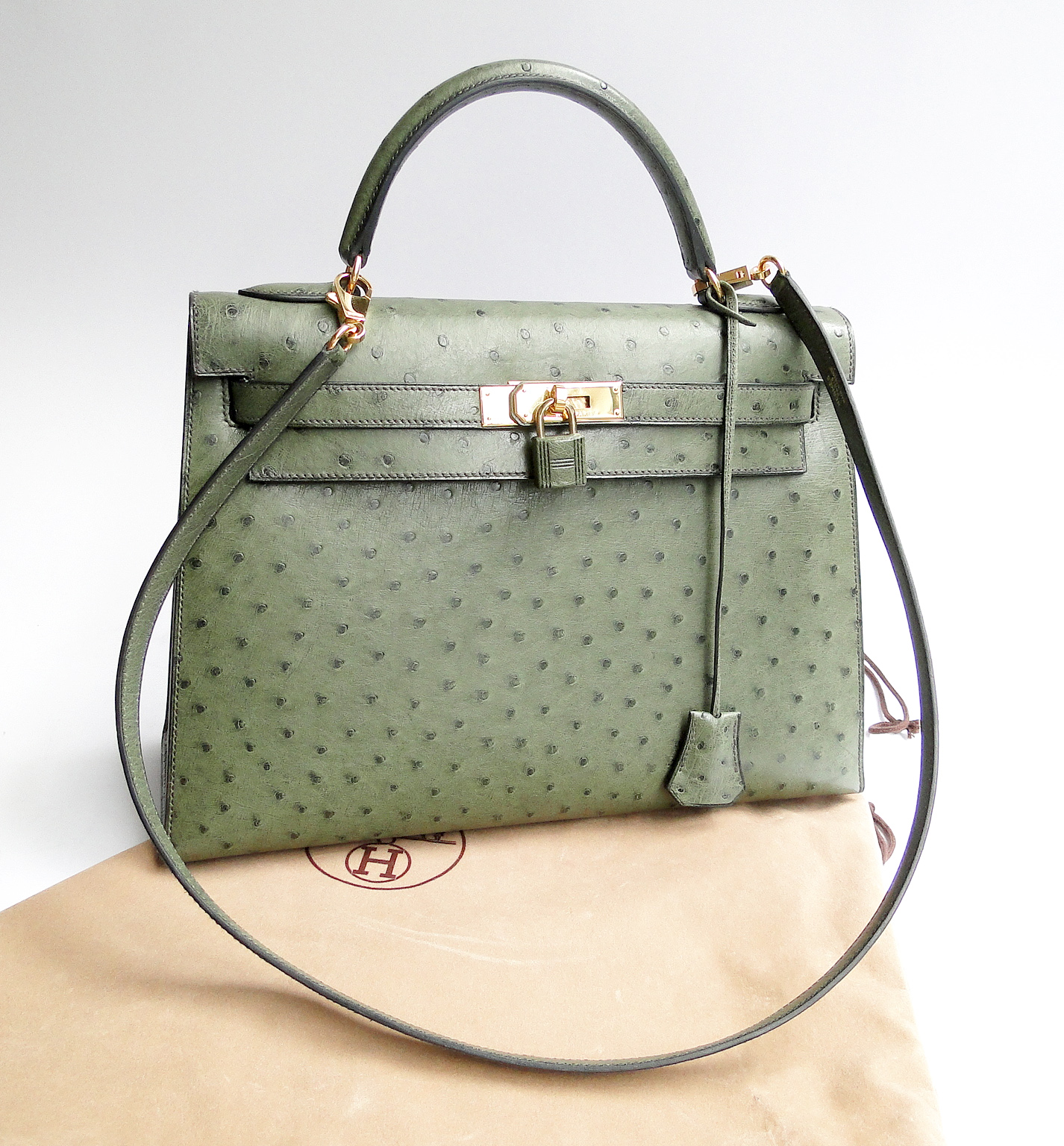
Сумка Келли.

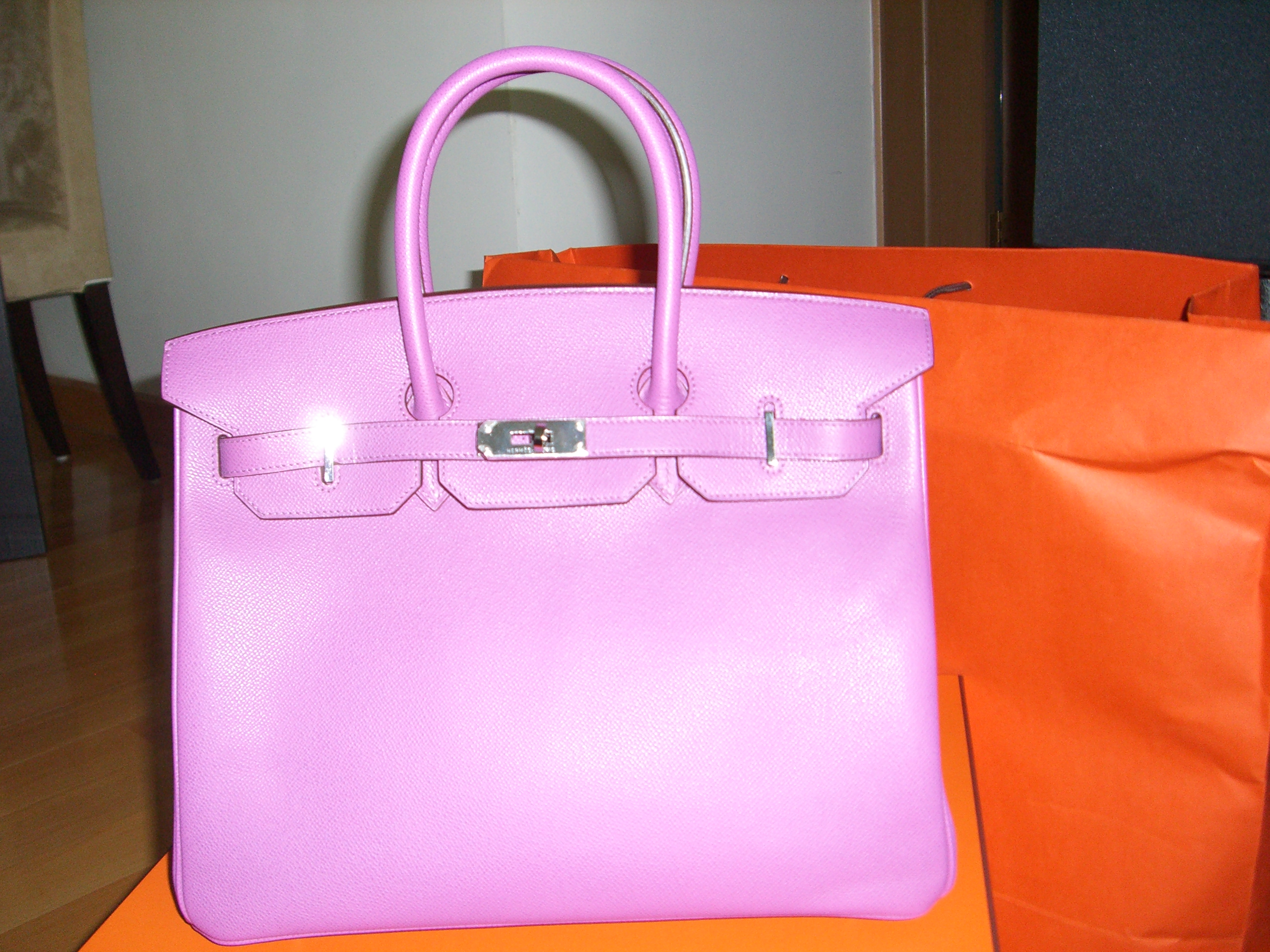
Сумка Биркин.

Hermès известен своими дорожными и дамскими сумками. На изготовление одной из них может потребоваться от 18 до 24 часов. Например, на изготовление одной сумки Келли требуется 18 часов. В настоящее время покупатели могут ждать доставку одной из фирменных сумок дома от шести месяцев до одного года. Кстати, если кожаные изделия Hermès требуют ремонта, владельцы могут принести товар в любой магазин Hermès, где он будет отправлен в Les Ateliers Hermès в Пантене для ремонта или восстановления.
Ещё одна знаменитая сумка Hermès, «Биркин», была названа в честь английской актрисы Джейн Биркин. Во время случайной встречи с Жаном-Луи Дюма она пожаловалась, что её сумка непрактична для повседневного использования. Поэтому в 1984 году он пригласил её во Францию, где они совместно разработали сумку. Но спустя время Биркин перестала носить свою сумку-тезку из-за её тендинита, так как сумка была слишком большой и тяжелой для неё. Она попросила, чтобы её имя было удалено из названия сумки.
С 1951 года компания создала целый ряд ароматов как для мужчин, так и для женщин, а также линии унисекс.

### Женские ароматы
- Calèche, 1961
- Amazone, 1974 (updated 2017)
- Parfum d’Hermès, 1984
- 24 Faubourg, 1995
- Hiris, 1999
- Rouge Hermès, 2000
- Eau des Merveilles, 2004
- Kelly Calèche, 2007
- Jour d’Hermès, 2013
- Jour d’Hermès Gardenia, 2015
- Galop d’Hermès, 2016
- Twilly, d’Hermes 2017
- Twilly d, Hermes Poivre 2019

### Мужские ароматы
- Bel Ami, 1986
- Équipage, 1970
- Rocabar, 1998
- Concentré d’Orange Verte, 2004
- Terre d’Hermès, 2006
- Bel Ami Vetiver, 2013
- Equipage Geranium, 2015